# Puya donneriana
Puya donneriana är en gräsväxtart som beskrevs av R.Vásquez, Altam. och Pierre Leonhard Ibisch. Puya donneriana ingår i släktet Puya och familjen Bromeliaceae. Inga underarter finns listade i Catalogue of Life.